# Nouveau journalisme
Le Nouveau journalisme (en anglais : New Journalism) est un style de journalisme faisant appel à certaines techniques littéraires, adopté principalement dans la presse écrite des années 1960 et 1970. L'expression est utilisée pour la première fois par Tom Wolfe en 1973, dans une anthologie d'articles publiée sous le titre de The New Journalism (en) et réunissant des articles de lui-même, mais aussi de Truman Capote, Joan Didion, Hunter S. Thompson, Gay Talese, Norman Mailer, Robert Christgau, Barbara Goldsmith, Herbert R. Lottman, et d'autres encore.

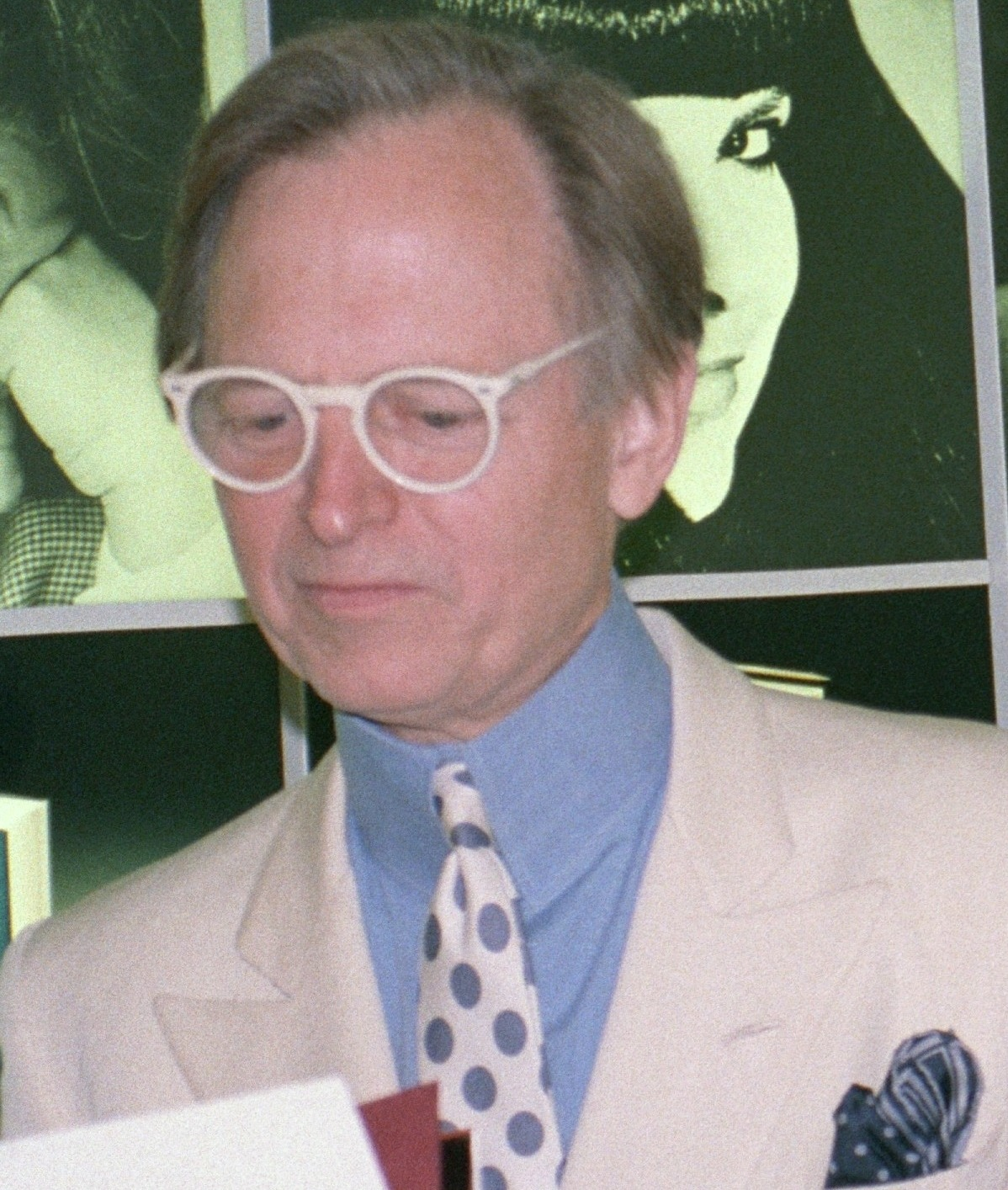
Tom Wolfe

L'écriture se rapproche davantage de la littérature dans la forme, mais le style ne doit pas occulter la minutie des enquêtes et la précision des faits rapportés. Wolfe définit ce journalisme comme de « l'investigation artistique » (« Investigation is an art, let's just be kind of artists »). L'un des procédés fréquemment utilisés est le récit à la première personne, impliquant directement le journaliste qui devient alors le narrateur et donne ses impressions subjectives. On est là en effet plus proche du roman que du reportage, à ceci près que le sujet est réel.

## Caractéristiques
Wolfe identifie quatre caractéristiques principales empruntées par les « nouveaux journalistes » à la littérature de fiction :
- préférer autant que possible la mise en scène à la narration historique ;
- transcrire les dialogues en entier (sous forme de conversation plutôt que de citations) ;
- adopter la première personne (comme le point de vue d'un personnage) ;
- utiliser les détails quotidiens (pour mieux décrire la vie du personnage).

En dépit de ces éléments, le Nouveau journalisme n'est pas de la fiction. Il demeure en effet un travail de reportage en se tenant à des faits, et l'auteur est la source principale. Pour adopter le point de vue d'un personnage, le journaliste demande directement à celui-ci quelles sont ses pensées ou ses impressions.
Pour Claude Grimal, professeur de littérature américaine, le Nouveau Journalisme est « un mélange difficilement définissable d'ethnographie, de sociologie ou de reportage d'investigation et de fiction ».
De telles caractéristiques sont particulièrement novatrices dans le monde du journalisme américain des années 1960, et le demeurent partiellement. Elles sont cependant plus profondément ancrées dans d'autres presses nationales, et rappellent notamment les reportages d'Albert Londres, publiés sous une forme très narrative, comme Au bagne ou Terre d'ébène.

## Histoire
Les journaux et les revues jouent un rôle important dans l'apparition et le développement du Nouveau Journalisme. Les articles de ce style sont publiés dans des journaux, mais plus encore dans des magazines comme The New Yorker, le New York Magazine, The Atlantic Monthly, Rolling Stone, Esquire, CoEvolution Quarterly et, brièvement, Scanlan's Monthly. Ils couvrent aussi bien des sujets sur les grandes vedettes d'Hollywood, que sur des grands maîtres comme Picasso, George Balanchine, Ieoh Ming Pei, un éclectisme pratiqué par Barbara Goldsmith sous le titre de creative environment (entourage créatif) et qui est très vite récupéré dans le supplément du dimanche du New York Herald Tribune, puis vers 1968, dans le New York Magazine.
Le New Yorker inaugure en 1946 le long format, avec la publication de l'enquête de John Hersey qui occupe l'intégralité des pages du magazine, portant sur Hiroshima, un an après l'explosion de la bombe atomique. Rapidement, l'enquête de Hersey est publié en livre, ce qui préfigure une pratique qui se développe dans les années soixante, où les publications des enquêtes dans les magazines sont rapidement suivies par la parution d'un ouvrage.

## Le Nouveau Nouveau Journalisme
À la génération des journalistes de Tom Wolfe succède de nouveaux écrivains, qui vont réunir les inspirations politiques et sociales des écrivains du XIXe siècle, ainsi que les caractéristiques propres au Nouveau Journalisme.